# Mariine, Kotelva
Mariine (în ucraineană Мар'їне) este un sat în comuna Mala Rublivka din raionul Kotelva, regiunea Poltava, Ucraina.

## Demografie
Componența lingvistică a localității Mariine
     Ucraineană (95,45%)
     Rusă (3,79%)
Conform recensământului din 2001, majoritatea populației localității Mariine era vorbitoare de ucraineană (95,45%), existând în minoritate și vorbitori de rusă (3,79%).